# Österreichisch-Ungarische Europaschule Budapest
Die Österreichisch-Ungarische Europaschule Budapest (Osztrák-Magyar Európaiskola Budapest) ist eine privat geführte De La Salle-Schule mit Volks- und Mittelschule im 12. Bezirk Budapest in Ungarn und ist eine österreichische Auslandsschule. In unmittelbarer Nachbarschaft befindet sich der De La Salle-Kindergarten „Österreichisch-Ungarischer Kindergarten“ und eine weitere österreichische Auslandsschule, die Österreichische Schule Budapest.

## Geschichte
Vorgeschichte

Die Österreichisch-Ungarische Europaschule befindet sich in einem 1896 errichteten Gebäude, welches ein Waisenhaus beherbergte, später aber in eine Knabenschule mit angeschlossenen Internat (St. Josef-Knabenerziehungsanstalt, Szent József Fiúnevelő Intézet) umgewandelt wurde. Im Jahr 1914 wurde das Grundstück in der Istenhegyi út 32 von den Orden der Schulbrüder erworben.
Nach dem 2. Weltkrieg wurde der Betrieb der Volks- und Bürgerschule in dem damals schwer beschädigten Gebäude wieder aufgenommen. Aufgrund der damaligen Angriffen auf katholische Privatschulen, beschloss das ungarische Parlament sämtliche kirchliche Bildungseinrichtungen zu verstaatlichen, zwei Jahre später wurden unter der damaligen Ungarischen Volksrepublik durch die Partei der Ungarischen Werktätigen sämtliche Orden aufgelöst und die Schulbrüder mussten die St. Josef Schule verlassen. Das Gebäude diente dann verschiedenen Zwecken, zuletzt als Teil der medizinischen Fakultät.
Neugründung

Die Rückkehr der Schulbrüder in die Schule wurde 1990 unter der Bedingung beschlossen, dass im Unterricht die Schulfächer ungarische Geschichte und ungarische Grammatik in ungarischer Sprache von ungarischen Pädagogen gelehrt wird, damit jene Schüler später ohne Probleme die Matura in einem ungarischen Gymnasium ablegen können.
Am 30. Juni 1993 wurde, nach Intervention von Alois Mock (Außenminister) und Erhard Busek (Bildungsminister), den Schulbrüdern die Liegenschaft mit der Bedingung zurückgegeben dort eine Schule zu betreiben.
1995 wurde die bereits bestehende Schule offiziell als „Österreichisch-Ungarische Europaschule“ mit Alfred Brychta als Direktor zugleich mit dem „Österreichisch-Ungarischen Kindergarten“ eröffnet. Im gleichen Jahr gründeten daraufhin die Brüder der christlichen Schulen die Stiftung „Österreichisch-Ungarische Europaschule“ (Osztrák-Magyar Európaiskola Alapítvány) zur Erhaltung der Europaschule Budapest. Das österreichische Bildungsministerium subventioniert seither diese Stiftung, indem diese das österreichische Lehrpersonal entsendet und bezahlt (Subventionslehrer).

## Ausbildung
Die etwa 450 Schüler im Alter von 6–14 Jahren entstammen mehrheitlich aus Ungarn und besuchen dort von der 1.–4. Schulstufe die Volksschule und von der 5.–8. Schulstufe die Mittelschule. Sie erlernen in der Schule neben Ungarisch und Deutsch auch Englisch (ab der Mittelschule) als Fremdsprache. Nach Abschluss der Europaschule sind die Schüler berechtigt ein ungarisches Gymnasium wie z. B. die „Österreichische Schule Budapest“ zu besuchen.
Die Schulgebühren für das Schuljahr 2022/23 beträgt jährlich 769.000 Forint (1.932 Euro).

## Leitung
- 1995–2010 Alfred Brychta[5]
- 2010–2022 Evelin Stanzer
- seit 2022 Bernhard Mayr